# Конрад Кучерявый
Конрад Кучерявый (пол. Konrad Kędzierzawy, 1191/1198 — 5 сентября 1213) — силезский княжич.
Конрад был сыном Генриха Бородатого и святой Ядвиги. После того, как в 1206 году умер его старший брат Болеслав, Конрад стал старшим в линии наследования, но в 5 сентября 1213 года умер в результате неудачного падения с лошади.
Народные легенды, базирующиеся на хронике XIII—XIV веков, считают Конрада героем первого в истории польско-немецкого конфликта. Утверждается, что, якобы, Генрих решил сделать своим наследником другого сына — Генриха II, а Конраду оставить Глогувское княжество, Нижнюю Лужицу и Любушскую землю. Это привело к войне между братьями, в которой Конрада поддержали поляки, а Генриха — немцы, и в решающей битве под Студницей (около Ополья) в 1213 году Генрих разгромил Конрада. Долгое время эта история считалась правдивой, о Конраде Кучерявом писались книги и ставились пьесы (например, повесть Зофьи Коссак-Щуцкой «Легницкое поле»). Однако современные польские специалисты по истории средневековья ставят под сомнение сам факт конфликта между сыновьями Генриха Бородатого.